# Bensen B-6

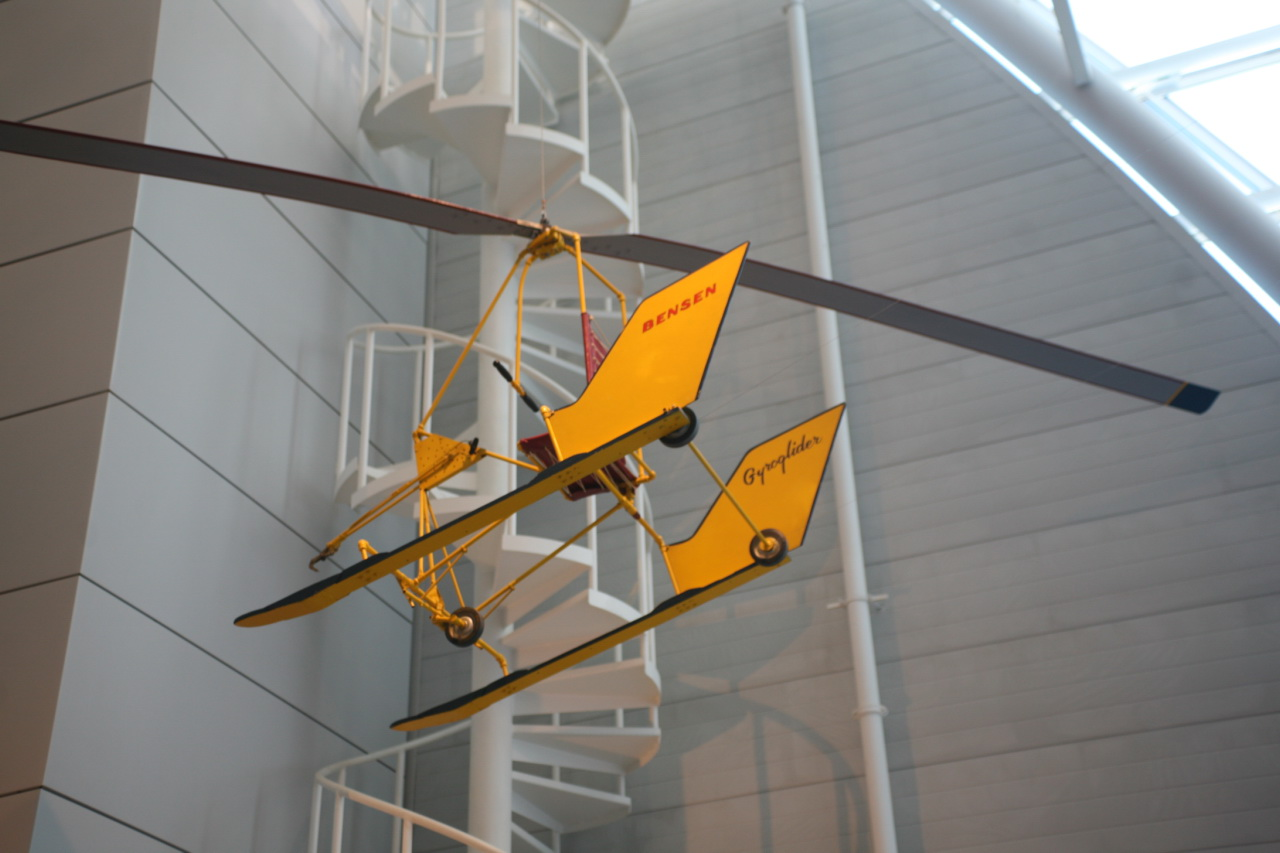
A principios de la década de 1950, un inmigrante ruso, Igor Bensen, desarrolló un medio exitoso para introducir la aviación a las personas de forma segura y económica. Su Gyro-planeador y los subsiguientes diseños de Gyro-copter abrieron un nuevo campo en la aviación deportiva. Bensen comenzó su asociación con los autogiros durante la Segunda Guerra Mundial, cuando dirigió el programa de alas giratorias de General Electric, y en 1953, formó su propia empresa para producir autogiros y planeadores de alas giratorias remolcados. Bensen imaginó el Gyro-planeador como un medio para que los niños en edad de escuela secundaria experimentaran la emoción de la aviación sin un costo significativo. Tenía la intención de comercializar el Gyro-glider como un kit, por tan solo $ 100. El costo aumentó en más de $ 300 dólares si el comprador deseaba comprar versiones prefabricadas de las palas del rotor y el cubo para evitar su difícil proceso de construcción. El diseño simple del B-6 permitió un fácil desmontaje durante el transporte o almacenamiento.

El Bensen B-6 fue una pequeña cometa de rotor desarrollada por Igor Bensen en los Estados Unidos a principios de la década de 1950 y comercializada para la construcción de viviendas. Era un diseño minimalista basado en el B-5 de Bensen y que consistía en poco más que un asiento montado en patines de madera y con un rotor de dos palas montado en un marco tubular por encima de él. Se montaron aletas pequeñas para la estabilidad direccional en la parte trasera de los patines. El paso de los rotores fue fijo, pero un manillar permitió que se inclinaran para el control direccional.
El B-6 estaba destinado a ser remolco en lo alto detrás de un coche o barco. La máquina se transmitió por el aire a 31 km/h, y con 300 pies (90 m) de cuerda de remolque, podría alcanzar una altitud máxima de 150 pies (46 m). La cuerda se puede desmontar para permitir que la máquina se autogire al suelo, tardando hasta 15 minutos en hacerlo. La máquina también podría eneldarse en el aire con un viento suficientemente fuerte de alrededor de 37 km/h.

## Especificaciones

### Características generales
- Tripulación: Un piloto
- Longitud: 6 ft 8 in (2.03 m)
- Diámetro del rotor principal: 20 ft 0 in (6.10 m)
- Altura: 5 pies 4 in (1.63 m)
- Superficie del rotor principal: 314 ft2 (29,2 m²)
- Peso vacío: 103 lb (47 kg)
- Peso bruto: 353 lb (160 kg)

### Rendimiento
- Velocidad máxima: 60 mph (97 km/h)